# Lista de patrimônios culturais da cidade de São Paulo

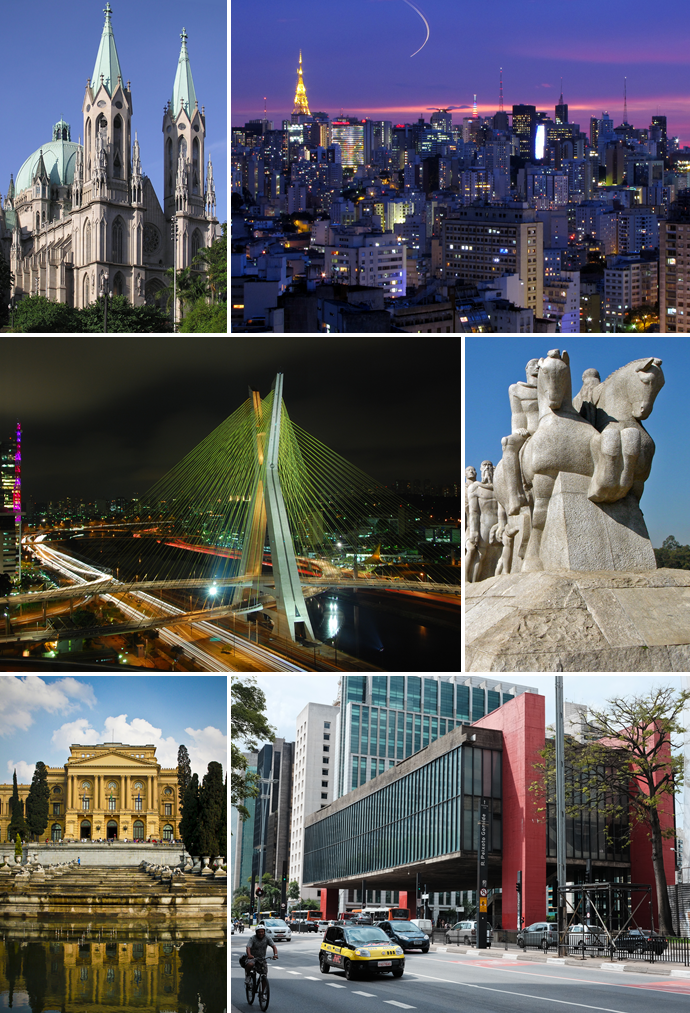
Montagem de fotos da cidade de São Paulo, Brasil. Do alto, em sentido horário: Catedral da Sé; visão geral do centro velho da cidade a partir do Edifício Copan; Monumento às Bandeiras; Museu de Arte de São Paulo (MASP) na Avenida Paulista; Museu do Ipiranga e Ponte Octávio Frias de Oliveira na Marginal Pinheiros.

Esta lista de patrimônios culturais da cidade de São Paulo é uma lista que inclui todos os patrimônios ainda existentes reconhecidos pelo Departamento do Patrimônio Histórico da Secretaria Municipal de Cultura de São Paulo, que tem como atribuição a função de proteger e valorizar o patrimônio cultural e a memória da cidade, por meio de resoluções do Conpresp (Conselho Municipal de Preservação do Patrimônio Histórico, Cultural e Ambiental da Cidade de São Paulo), tombamentos, registros na lista de Patrimônio Cultural e Imaterial do Município de São Paulo, inserções no Inventário Memória Paulistana, na distribuição de Selos de Valor Cultural do Conpresp e pela Legislação de referência com inserções na lista por meio de decretos.
Em todas categorias se encaixam bens móveis, imóveis, edificações, monumentos, bairros, núcleos históricos, áreas naturais, bens imateriais, e outros locais relevantes à cultura, patrimônio público ou a memória histórica da cidade.

## História
A cidade de São Paulo é um entrelaçamento multifacetado e complexo de elementos que desafiam a compreensão histórica. Sua essência está enraizada na constante transformação, que alternadamente esconde e disfarça o que existia anteriormente, criando falsos antagonismos entre os diversos períodos históricos que a constituem.
A cidade de São Paulo foi moldada por sua localização natural, que direcionou sua formação e crescimento. Sua paisagem revela a interação entre as colinas e planícies, os rios e as várzeas, adaptados por configurações e formas espaciais diversas, bem como por práticas sociais distintas, que deram origem a suas múltiplas identidades. Outro aspecto fundamental na configuração da cidade é a relação entre espaços cheios e vazios, que com o tempo se inverteu, conferindo novos significados às ruas que uma vez foram antigos caminhos, responsáveis pela expansão do núcleo original que se estabeleceu entre os rios Anhangabaú e Tamanduateí. Esses caminhos, muitos deles utilizados anteriormente pelos  povos indígenas, deram origem a assentamentos primários que se tornaram futuros bairros.
A paisagem urbana atual de São Paulo é rica em contrastes e resulta da dinâmica que se estabeleceu a partir do século XIX, quando a ferrovia e a indústria se tornaram os principais impulsionadores da urbanização. A cidade atraiu levas de trabalhadores, imigrantes e brasileiros, brancos e negros, que contribuíram para seu desenvolvimento.

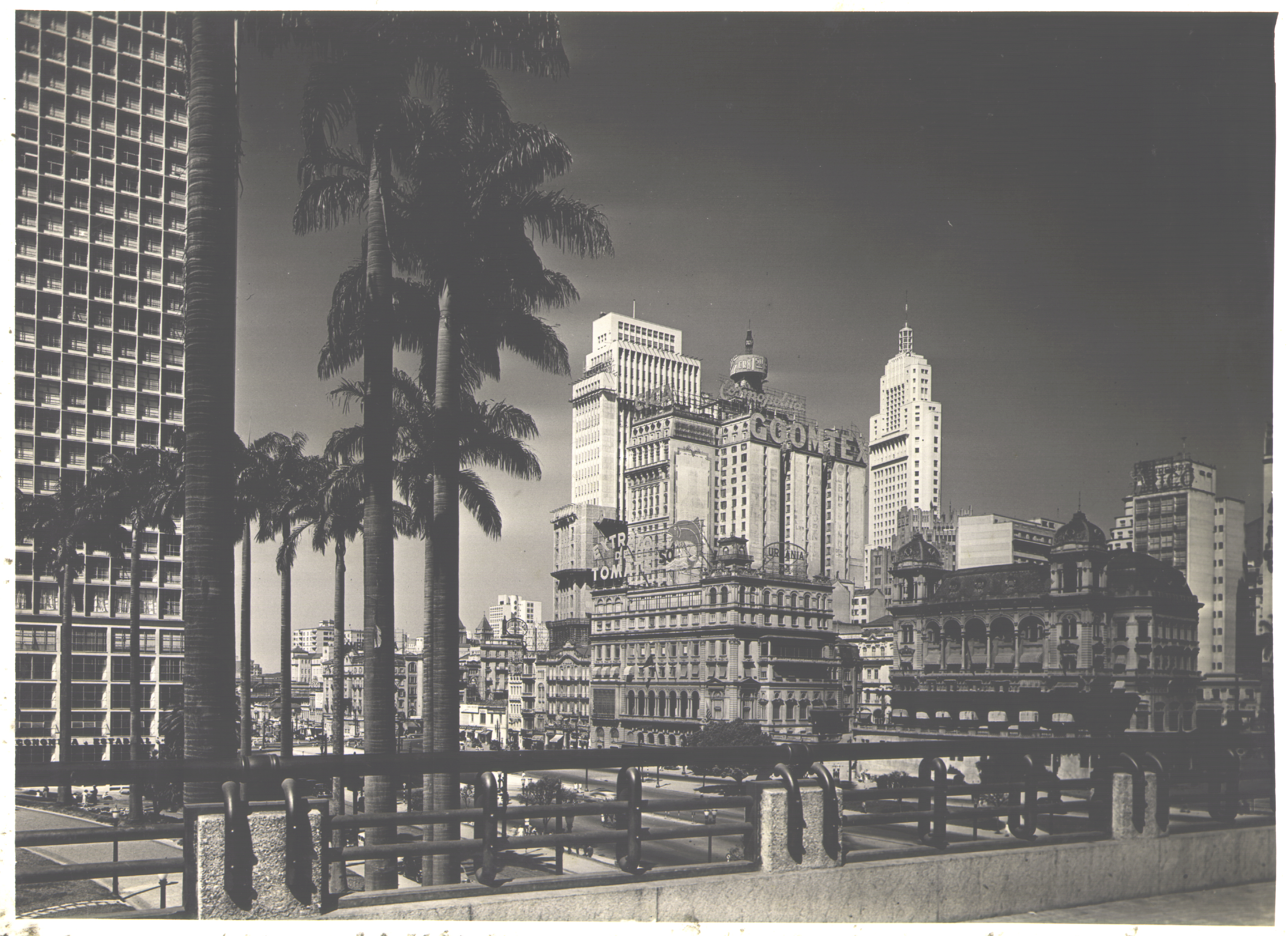
Vale do Anhangabaú em São Paulo, um dos centros urbanos mais densos de São Paulo na década de 30.

No entanto, a dificuldade de acesso e uso da terra, já presente desde o período colonial, se intensificou, especialmente após a Lei de Terras de 1850, que regulamentou a compra e venda de propriedades territoriais. Isso teve grandes repercussões na estrutura urbana da cidade, levando ao loteamento de vastas áreas ao redor da cidade de acordo com as demandas do mercado, dando origem a novos bairros. O processo de expansão da cidade incluiu obras de saneamento e de infraestrutura viária, bem como a oferta de serviços públicos, como transporte, abastecimento de água e iluminação, frequentemente concedidos a particulares pelo governo. Além disso, surgiram órgãos públicos especializados para lidar com as novas questões urbanas. A legislação de uso do solo, refletindo o conceito moderno de zoneamento funcional, favoreceu algumas áreas em detrimento de outras, resultando em bairros-jardins, áreas verticalizadas e periferias irregulares.
A década de 1950 marcou uma transformação fundamental na paisagem urbana, à medida que a cidade passou a se verticalizar, abandonando seu perfil predominantemente horizontal. Esse período também testemunhou a adoção do ideário norte-americano, consolidando São Paulo como uma metrópole através da substituição de antigas estruturas no centro da cidade por novos edifícios e amplas avenidas.
A partir dos anos 1960, a construção da cidade passou a focar cada vez mais em questões de mobilidade urbana e metropolitana. Além de alterar as configurações espaciais, as obras de vias e transporte modificaram as práticas sociais e as relações de vizinhança nos bairros, afetando o senso de pertencimento à cidade.
Além das camadas de geografia, infraestrutura, equipamentos e legislação, também existem camadas formadas por elementos históricos, arquitetônicos, sociais e interpessoais, que conferem uma variedade de significados à cidade como um artefato cultural e afetivo.

## Centro histórico (Núcleo original)
No início do século XIX, a área urbanizada de São Paulo estava limitada ao Triângulo, uma colina entre os rios Tamanduateí e Anhangabaú, com ruas, igrejas e conventos. A partir dos anos 1860, o Triângulo se tornou o centro das transformações da cidade, com investimentos em setores financeiros, industriais e de infraestrutura urbana. Isso levou a uma mudança nas práticas sociais, tornando-as mais cosmopolitas e burguesas. A cidade se expandiu além do Triângulo, com novos estabelecimentos, estações ferroviárias e edifícios modernos substituindo as construções antigas de taipa. Em 1914, o Triângulo tinha edifícios de vários pavimentos, bancos e escritórios. Nas décadas de 1950, outros bairros assumiram a função de centros regionais, mas a área central foi revitalizada a partir dos anos 1990 com investimentos públicos.
| Nome                                                                        | Imagem | Notas |
| --------------------------------------------------------------------------- | ------ | --- |
| Beco do Pinto                                                               |        | |
| Casa da Bóia                                                                |        | |
| Casa Número Um                                                              |        | |
| Catedral Metropolitana de São Paulo                                         |        | |
| Centro Cultural Banco do Brasil                                             |        | |
| Edifício Casa das Arcadas                                                   |        | |
| Edifício do Banco de São Paulo                                              |        | |
| Edifício do London & River Plate Bank                                       |        | |
| Edifício do Banco Paulista do Comércio                                      |        | |
| Edifício Guinle e Cia.                                                      |        | |
| Edifício Riachuelo                                                          |        | |
| Edifício Saldanha Marinho                                                   |        | |
| Edifício Sampaio Moreira                                                    |        | |
| Edifício Tereza Toledo Lara                                                 |        | |
| Edifícios das Secretarias da Agricultura e da Fazenda                       |        | |
| Edifício Triângulo                                                          |        | Projeto da década de 1950 do renomado arquiteto Oscar Niemeyer. Seu interior dispõe de um grande painel do artista modernista Di Cavalcanti. |
| Escola de Comércio Álvares Penteado                                         |        | |
| Faculdade de Direito de São Paulo                                           |        | |
| Igreja da Ordem Terceira da Nossa Senhora do Carmo                          |        | |
| Igreja de Nossa Senhora da Boa Morte                                        |        | |
| Igreja de Santo Antônio                                                     |        | |
| Igreja das Chagas do Seráfico Pai São Francisco da Venerável Ordem Terceira |        | |
| Igreja de São Francisco de Assis da Venerável Ordem dos Frades Menores      |        | |
| Igreja e Mosteiro de São Bento                                              |        | |
| Largo de São Bento                                                          |        | |
| Largo de São Francisco                                                      |        | |
| Palácio da Justiça de São Paulo                                             |        | |
| Pátio do Colégio                                                            |        | |
| Praça da Sé                                                                 |        | |
| Praça do Patriarca                                                          |        | |
| Solar da Marquesa de Santos                                                 |        | |
| Viaduto do Chá                                                              |        | |
| Viaduto Santa Ifigênia                                                      |        | |

## Parque Dom Pedro II
Localizado no Vale do Rio Tamanduateí, a área atual do Parque Dom Pedro II, na Várzea do Carmo, já foi uma região atravessada por trilhas indígenas em tempos remotos. Durante muito tempo, representou um desafio para a expansão da cidade na direção leste, devido às frequentes inundações. Até o início do século XIX, o rio serpenteava pelo vale, era navegável e abrigava portos importantes, como o Porto Geral, que era o principal ponto de abastecimento da cidade. Nesse período, a várzea era utilizada para várias finalidades, incluindo a lavagem de roupa, o pastoreio, o despejo de lixo e como um ponto de passagem pelo Aterrado do Carmo, ligando a colina central ao Caminho do Brás, que se estendia em direção a Penha, São Miguel e Rio de Janeiro.
A partir de 1867, a Várzea do Carmo passou a desempenhar um papel determinante devido à implantação da estrada de ferro de Santos a Jundiaí e ao desenvolvimento de bairros industriais ao redor do Rio Tamanduateí. Também houve várias tentativas de saneamento e transformação em uma área arborizada.
A primeira dessas tentativas ocorreu durante o governo de João Teodoro, de 1872 a 1875, quando foi criada a "Ilha dos Amores" na região, um local de lazer com atividades como banhos, esportes náuticos e diversões, mas que logo foi abandonado. Somente no início do século XX, a ideia de criar um jardim público na Várzea do Carmo foi retomada com a proposta de 1911 do arquiteto francês Joseph-Antoine Bouvard, que também coordenou o projeto do Parque do Anhangabaú. No entanto, foi apenas entre 1916 e 1918, com as obras de saneamento e canalização do rio, que o projeto do parque pôde ser efetivamente desenvolvido pelo arquiteto franco-suíço Francisque Couchet, que manteve a concepção original de Bouvard com poucas alterações. O Parque Dom Pedro II, com suas áreas de recreação, lago, caminhos sinuosos, arborização e o Palácio das Indústrias, um pavilhão de exposições, foi inaugurado em 1922, integrando os bairros da Zona Leste ao centro da cidade.
Entretanto, o Parque começou a ser modificado com as obras do Plano de Avenidas de Prestes Maia na década de 1940 e enfrentou uma situação ainda mais desafiadora a partir do final dos anos 1960, com a realização de obras viárias de ligação metropolitana. Nos últimos trinta anos, as propostas de recuperação do Parque não foram totalmente implementadas ou o foram de maneira parcial, não sendo suficientes para revitalizar a área. Isolado na malha urbana e com espaços fragmentados, o Parque Dom Pedro II representa o descuido em relação às soluções viárias e de transporte público em detrimento de seu valor histórico e ambiental.
| Nome                           | Imagem | Notas |
| ------------------------------ | ------ | --- |
| Mercado Municipal de São Paulo |        | |
| Palácio das Indústrias         |        | Projetado pelo renomado arquiteto Ramos de Azevedo e resturado posteriormente pela arquiteta italiana Lina Bo Bardi. |
| Complexo do Gasômetro          |        | |

## Vale do Anhamgabaú
O Vale do Anhangabaú passou por diversas transformações ao longo de sua história, refletindo as mudanças sociais e urbanas da cidade. Originalmente, era um obstáculo natural na colina onde a cidade teve origem, mantendo um aspecto semirrural até o final do século XIX. Era ocupado por quintais a leste e pela Chácara do Chá a oeste. Com a chegada da ferrovia em 1867 e a expansão da "cidade nova" a oeste do vale, a paisagem urbana começou a se desenvolver. Em 1892, o primeiro Viaduto do Chá foi construído, e em 1906, o Ribeirão do Anhangabaú, já canalizado, foi coberto.
Em 1910, o vale passou por um projeto de embelezamento urbano nos moldes parisienses, sob a orientação do arquiteto Joseph Antoine Bouvard. O "Parque Anhangabaú" foi criado, transformando-o em um amplo passeio público ajardinado. Na década de 1920, edifícios de concreto armado começaram a surgir, alterando a paisagem. Nas décadas seguintes, o Plano de Avenidas de Prestes Maia substituiu os jardins por vias de tráfego rápido.
Em 1991, um projeto dos arquitetos Jorge Wilheim, Jamil Kfouri e Rosa Klias transformou o vale novamente. Vias de tráfego rápido foram direcionadas em túneis, permitindo a criação de uma grande laje com jardins, devolvendo o espaço aos pedestres. O vale é agora ladeado por edifícios de concreto armado e vidro, lembrando cidades norte-americanas do século XX, com elementos europeus do século XIX. Com os viadutos do Chá e Santa Ifigênia como moldura, o Vale do Anhangabaú reflete o dinamismo da cidade em constante transformação.
| Nome                           | Imagem | Notas |
| ------------------------------ | ------ | --- |
| Palácio dos Correios           |        | Originalmente projetado pelo escritório Ramos de Azevedo para abrigar a Agência Central dos Correios e Telégrafos (Correios).                                                            |
| Edifício CBI Esplanada         |        | Primeiro arranha-céu da cidade de São Paulo. |
| Praça Ramos de Azevedo         |        | Construído após a inauguração do Theatro Municipal em 1911. |
| Theatro Municipal de São Paulo |        | Projetado pelos arquitetos Ramos de Azevedo, Claudio Rossi e Domiziano Rossi, inspirado na Ópera de Paris. foi palco da Semana de Arte Moderna, o marco inicial do Modernismo no Brasil. |
| Edifício Alexandre Mackenzie   |        | |
| Largo da Memória               |        | O largo abriga o primeiro e, portanto, mais antigo monumento de São Paulo, o Obelisco do Piques, inaugurado em 1814.                                                                     |

## Avenida São João
A Avenida São João em São Paulo tem uma história ligada à expansão da cidade. Inicialmente, era um caminho que ligava o núcleo original da Vila de São Paulo à Região Oeste, passando pela Ladeira do Acu e cruzando o Ribeirão Anhangabaú por uma ponte em direção ao Rio Tietê. Em 1865, o trecho inicial dessa via passou a se chamar Ladeira de São João. No final do século XIX, a construção do primeiro Viaduto do Chá e a instalação da ferrovia impulsionaram o desenvolvimento da Cidade Nova, no lado oeste do Anhangabaú, tornando a Avenida São João uma via importante.
No início do século XX, a Avenida São João foi expandida e edifícios ecléticos surgiram ao longo dela, incluindo o imponente prédio dos Correios e Telégrafos na Praça do Correio. A avenida se tornou um eixo urbano com diversos usos. Nas décadas de 1930 e 1940, o centro da cidade se consolidou como uma área de comércio e lazer, com destaque para a Avenida São João, que abrigava cinemas e atividades turísticas.
À medida que a Avenida São João se expandia em direção à Barra Funda, edifícios modernos e art déco começaram a surgir. No entanto, muitos desses edifícios são difíceis de observar hoje devido à construção do Elevado Costa e Silva, também conhecido como Minhocão, inaugurado em 1971.
| Nome                                                 | Imagem | Notas |
| ---------------------------------------------------- | ------ | --- |
| Edifício Altino Arantes                              |        | Foi durante mais de uma década o edifício mais alto da cidade, até ser superado pelo Mirante do Vale, em 1960. O edifício foi inspirado na arquitetura art decó do Empire State Building, em Nova Iorque. Já foi considerada a maior construção de concreto armado do mundo |
| Edifício Martinelli                                  |        | Foi o segundo maior arranha-céu do Brasil entre 1934 e 1947. |
| Edifício do Conservatório Dramático e Musical de SP  |        | Foi uma instituição de grande prestígio, conhecida por sua extensa biblioteca musical e por seus ex-alunos ilustres como Francisco Mignone e Mário de Andrade, que também foi professor da escola.                                                                          |
| Edifícios dos Hoteis Central e Britânia              |        | |
| Igreja de Nossa Senhora do Rosário dos Homens Pretos |        | |

## República
Até meados do século XIX, as terras a oeste do Vale do Anhangabaú estavam em grande parte ocupadas por propriedades rurais e algumas pequenas povoações próximas às rotas que levavam a Jundiaí e ao norte. Na década de 1890, uma vasta região começou a ser urbanizada, dando origem à "cidade nova" e a bairros como Vila Buarque, Higienópolis e Campos Elíseos. A inauguração do primeiro Viaduto do Chá em 1892 foi um marco importante para a expansão da cidade na direção oeste, até o espigão da Avenida Paulista. Também facilitou o acesso e a ocupação da área próxima ao Vale do Anhangabaú, conhecida como Morro do Chá.
Inicialmente, essa área era predominantemente residencial, mas ganhou impulso na década de 1910 com a construção do Teatro Municipal. Na década seguinte, o comércio de luxo foi permitido nas proximidades do teatro, e nos anos 1930, a maior loja de departamentos da cidade, o Mappin, se mudou para a Praça Ramos de Azevedo, consolidando a área como um centro comercial diferenciado. Ao longo do tempo, as residências deram lugar a edifícios maiores, e na década de 1940, a região passou a representar o urbanismo moderno, com ruas largas e edifícios construídos segundo tendências arquitetônicas mais recentes.
A partir dos anos 1950, edifícios emblemáticos como o Copan e o Itália se tornaram ícones da metropolização da cidade. Nos anos 1970, a implantação do metrô levou à restrição da circulação de carros na região, transformando várias ruas em calçadões exclusivos para pedestres.
| Nome                                                | Imagem | Notas                                                                      |
| --------------------------------------------------- | ------ | -------------------------------------------------------------------------- |
| Praça da República                                  |        |                                                                            |
| Edifício do Instituto de Educação Caetano de Campos |        |                                                                            |
| Edifício Esther                                     |        |                                                                            |
| Avenida Ipiranga                                    |        |                                                                            |
| Cine Ipiranga e Hotel Excelsior                     |        |                                                                            |
| Edifício Itália                                     |        | É o quarto maior prédio da cidade de São Paulo e um dos maiores do Brasil. |
| Edifício Copan                                      |        |                                                                            |
| Edifício do São Paulo Hilton Hotel                  |        |                                                                            |
| Avenida São Luis e Praça D. José Gaspar             |        |                                                                            |
| Biblioteca Municipal Mário de Andrade               |        |                                                                            |